# 洛伊里-圣保罗港
洛伊里-圣保罗港（義大利語：Loiri Porto San Paolo），是意大利撒丁大区薩薩里省的一个市镇。总面积117.75平方公里，人口3120人，人口密度26.5人/平方公里（2009年）。ISTAT代码为104013。